# Neuvy-en-Champagne
Neuvy-en-Champagne és un municipi francès situat al departament del Sarthe i a la regió de País del Loira. L'any 2007 tenia 373 habitants.

## Demografia

### Població
El 2007 la població de fet de Neuvy-en-Champagne era de 373 persones. Hi havia 134 famílies de les quals 16 eren unipersonals (4 homes vivint sols i 12 dones vivint soles), 53 parelles sense fills, 53 parelles amb fills i 12 famílies monoparentals amb fills.
La població ha evolucionat segons el següent gràfic:
Habitants censats

### Habitatges
El 2007 hi havia 179 habitatges, 137 eren l'habitatge principal de la família, 26 eren segones residències i 15 estaven desocupats. Tots els 178 habitatges eren cases. Dels 137 habitatges principals, 113 estaven ocupats pels seus propietaris, 23 estaven llogats i ocupats pels llogaters i 1 estava cedit a títol gratuït; 1 tenia una cambra, 11 en tenien dues, 14 en tenien tres, 30 en tenien quatre i 80 en tenien cinc o més. 114 habitatges disposaven pel capbaix d'una plaça de pàrquing. A 35 habitatges hi havia un automòbil i a 91 n'hi havia dos o més.

### Piràmide de població
La piràmide de població per edats i sexe el 2009 era:
| Homes | Edats   | Dones |
| ----- | ------- | ----- |
| 0     | 95 o +  | 0     |
| 0     | 90 a 94 | 4     |
| 4     | 85 a 89 | 4     |
| 0     | 80 a 84 | 0     |
| 0     | 75 a 79 | 0     |
| 0     | 70 a 74 | 4     |
| 8     | 65 a 69 | 8     |
| 12    | 60 a 64 | 16    |
| 16    | 55 a 59 | 0     |
| 8     | 50 a 54 | 8     |
| 4     | 45 a 49 | 0     |
| 12    | 40 a 44 | 12    |
| 24    | 35 a 39 | 16    |
| 16    | 30 a 34 | 28    |
| 8     | 25 a 29 | 4     |
| 0     | 20 a 24 | 0     |
| 12    | 15 a 19 | 12    |
| 20    | 10 a 14 | 12    |
| 12    | 5 a 9   | 16    |
| 28    | 0 a 4   | 16    |

## Economia
El 2007 la població en edat de treballar era de 250 persones, 198 eren actives i 52 eren inactives. De les 198 persones actives 185 estaven ocupades (94 homes i 91 dones) i 13 estaven aturades (8 homes i 5 dones). De les 52 persones inactives 13 estaven jubilades, 26 estaven estudiant i 13 estaven classificades com a «altres inactius».

### Ingressos
El 2009 a Neuvy-en-Champagne hi havia 138 unitats fiscals que integraven 368 persones, la mediana anual d'ingressos fiscals per persona era de 17.017 €.

### Activitats econòmiques
Dels 8  establiments que hi havia el 2007, 1 era d'una empresa alimentària, 1 d'una empresa de fabricació d'altres productes industrials, 1 d'una empresa de construcció, 1 d'una empresa de comerç i reparació d'automòbils, 1 d'una empresa d'informació i comunicació, 1 d'una empresa immobiliària, 1 d'una entitat de l'administració pública i 1 d'una empresa classificada com a «altres activitats de serveis».
Dels 3 establiments de servei als particulars que hi havia el 2009, 1 era una fusteria, 1 agència immobiliària i 1 saló de bellesa.
L'any 2000 a Neuvy-en-Champagne hi havia 23 explotacions agrícoles que ocupaven un total de 1.501 hectàrees.

## Equipaments sanitaris i escolars
El 2009 hi havia una escola elemental integrada dins d'un grup escolar amb les comunes properes formant una escola dispersa.

## Poblacions més properes
El següent diagrama mostra les poblacions més properes.